# Usclas-du-Bosc
Usclas-du-Bosc är en kommun i departementet Hérault i regionen Occitanien i södra Frankrike. Kommunen ligger i kantonen Lodève som tillhör arrondissementet Lodève. År 2022 hade Usclas-du-Bosc 248 invånare.

## Befolkningsutveckling
Antalet invånare i kommunen Usclas-du-Bosc
Referens:INSEE